# Грабівський заказник
Гра́бівський зака́зник — ботанічний заказник загальнодержавного значення в Україні. Розташований у межах П'ятихатського району Дніпропетровської області, на схід від села Біленщина. 
Площа 207 га. Створений у 1974 році. Керівна організація: Верхньодніпровський держлісгосп, Мишурінорізьке лісництво. 
Охороняється лісовий масив, здебільшого природного походження зі значним відсотком граба звичайного, на південно-західній межі його поширення. Становить байрачний лісовий масив на схилах двох балок — Малої Грабової та Великою Грабовою, де зростають діброви різного віку. Загальний нахил балок — на схід до річки Омельник. У горішній частині схилів на змитих ґрунтах — берестові діброви з тонконогом дібровним; у середній та нижній частинах — липові діброви з зірочником і копитняком, по днищу — вологі в'язові діброви з яглицею. Граб трапляється у свіжих та зволожених умовах. Також лісовий масив доповнено штучними насадженнями акації білої. 
Трапляються ділянки з типовою степовою рослинністю та зарості чагарників. Наявні численні популяції конвалії звичайної, тюльпану дібровного, рястки Буше. У складі фауни є понад 50 рідкісних видів безхребетних тварин, зокрема вусач дубовий, перламутрівка Адіппа та Пандора, сатир Герміона. Також заказник є цінним осередком для козулі європейської, свині дикої, борсука, тхора лісового. 
Назви балок у 1930-ті роки привернули увагу дослідника степових лісів О. Л. Бельгарда. Він зробив детальне геоботанічне дослідження урочища. Також у своїх працях цей заказник ще раніше згадував ботанік І. Я. Акінфієв. 
Грабівський заказник має ґрунтозахисне та водорегулювальне значення.